# Al Qadarif (stat)
al-Qadarif (arabisk: القضارف; oversat: al-Qaḑārif) er en af Sudans 15 delstater (wilayat) og er beliggende i den østlige del af landet, med grænse til både Etiopien og Eritrea. 
Ved folketællingen i 2008 havde delstaten 1,3 mio. indbyggere på et areal på 75.263 km2. 
Den administrative hovedby er al-Qadarif. Andre byer i delstaten er al-Faw, al-Hawatah, al-Fashaqah, Doka, Qala'-an-Nahl og al-Mafazah.